# ليمور صوفي أحادي اللون
ليمور صوفي أحادي اللون (الاسم العلمي: Avahi unicolor) هو نوع من الحيوانات يتبع جنس الليمور الصوفي من الفصيلة الإندرية.